# Jean-François di Martino
Jean-François di Martino, född den 2 mars 1967 i Enghien-les-Bains, Frankrike, är en fransk fäktare som tog OS-silver i herrarnas lagtävling i värja i samband med de olympiska fäktningstävlingarna 2000 i Sydney.